# Zakład Historii Partii
Zakład Historii Partii – instytucja istniejąca w latach 1957–1971 przy KC PZPR. Zajmowała się badaniem dziejów ruchu robotniczego. Powstał jako kontynuacja Wydziału Historii Partii przy KC PZPR.

## Historia i działalność
Po likwidacji Wydziału Historii Partii powołano na jego miejsce: Zakład Historii Partii przy KC PZPR. Instytucja była kontynuacją poprzedniej placówki. Podobnie jak w poprzedniej instytucji, kierownikiem został Tadeusz Daniszewski, jego zastępcą pozostał jak w poprzedniej instytucji Józef Kowalski. Nowym zastępcą szefa ZHP w 1957 został Janusz Durko, a w 1966 kierownictwo poszerzyło się o Norberta Kołomejczyka. Biblioteka i archiwum Zakładu Historii Partii nigdy nie zostały w pełni udostępnione dla wszystkich czytelników. Obok katalogu oficjalnego istniał drugi, do którego czytelnicy nie mieli dostępu. Akt dotyczących okresu powojennego Zakład Historii Partii przeważnie nie posiadał, znajdowały się one głównie w KC PZPR. W marcu 1968 roku klimat antysemickiej nagonki doprowadził do ataków personalnych wymierzonych przede wszystkim w kierownictwo zakładu. Tadeusz Daniszewski i Józef Kowalski odeszli na rentę. Z Zakładem rozstali się też: Seweryn Ajzner, Stanisława Leblang, Aleksander Litwin, Edwarda Mark, Franciszka Świetlikowa, Romana Toruńczyk i Maria Watle. W latach 1968–1971 była to instytucja w praktyce niefunkcjonująca. Pełniącym obowiązki kierownika był w latach 1968–1971 Janusz Durko. Ostatecznie Zakład Historii Partii rozwiązano. Pozostawiono jedynie dział archiwalny, który od 1971 istniał jako osobna jednostka – Centralne Archiwum KC PZPR. Większa część pracowników naukowych Zakładu Historii Partii znalazła zatrudnienie w Instytucie Ruchu Robotniczego w Wyższej Szkole Nauk Społecznych przy KC PZPR (od 1984 Akademia Nauk Społecznych). Zakład Historii Partii wydawał kwartalnik „Z Pola Walki”.

## Osoby związane z Wydziałem i Zakładem Historii Partii przy KC PZPR
Z Zakładem Historii Partii (wcześniej Wydziałem Historii Partii) byli związani okresowo następujący historycy:

- Seweryn Ajzner (1914–1989)
- Paulina Barska[10]
- Bogdan Brzeziński (1931–2020)
- Hanna Buczek (1905–1998)
- Wojciech Bułat (1931–2020)
- Halina Bułhakowska (1920–1987)
- Henryka Cichocka (1910–1997)
- Henryk Cimek (ur. 1941)
- Tadeusz Daniszewski (1904–1969)
- Krystyna Dolindowska właśc. Maria Krystyna Dolindo-Dolindowska (1918–1999)[11]
- Marian Marek Drozdowski (1932–2025)
- Leonard Dubacki (1928–2018)
- Eugeniusz Duraczyński (1931–2020)
- Janusz Durko (1915–2017)
- Benon Dymek (ur. 1934)
- Natalia Gąsiorowska (1881–1964)
- Władysław Góra (1918–2009)
- Ryszard Halaba (1930–1992)
- Bogdan Hillebrandt (ur. 1931)
- Adrian Hoszowski (1898–1967)
- Zbigniew Iwańczuk (1933–2004)
- Gereon Iwański (1931–2009)
- Józef Jakubowski (1929–2021)
- Andrzej Janowski (1922–1998)
- Felicja Kalicka (1909–1999)
- Lidia Kalestyńska (1928–2010)
- Helena Kamińska (1905–1998)
- Jan Kancewicz (1916–2020)
- Janina Kasprzakowa (1920–1999)
- Lucjan Kieszczyński (1918–2002)
- Irena Koberdowa (1916–2008)
- Regina Kobryńska (1908–1978)
- Krystyna Kobuszewska
- Aleksander Kochański (1928–2019)
- Norbert Kołomejczyk (1930–1994)
- Żanna Kormanowa (1900–1988)
- Adam Koseski (1939–2020)
- Józef Kowalski (1904–1986)
- Zenobiusz Kozik (1928–2020)
- Aleksander Kozłowski (1918–1995)
- Czesław Kozłowski (1927–1997)
- Bronisław Krauze (1897–1972)
- Maria Krych (1913–2006)
- Stanisława Leblang (ur. 1919)
- Aleksander Litwin (1909–1984)
- Teodor Ładyka (1926–2014)
- Henryk Malinowski (1911–1970)
- Marian Malinowski (1925–1993)
- Krystyna Marczewska
- Edwarda Mark (zm. 1994)
- Helena Marek (1905–1993)
- Wilhelmina Matuszewska (1913–1991)
- Maria Meglicka (1925–2015)
- Maksymilian Minkowski (1901–1971)
- Henryk Józef Mościcki (1911–1960)
- Władysław Mroczkowski (1930–2012)
- Walentyna Najdus-Smolar (1909–2004)
- Ryszard Nazarewicz (1921–2007)
- Ignacy Orzechowski (1900–1969)
- Jerzy Pawłowicz (1929–2023)
- Henryk Piasecki (1905–2003)
- Wacław Poterański (1917–1972)
- Antoni Przygoński (1924–2014)
- Bronisław Radlak (1920–1996)
- Herman Rappaport (1899–1978)
- Ludomir Smosarski (1926–2008)
- Jan Sobczak (1932–2013)
- Romana Stanisławska (1934–2015)[12]
- Stanisław Stęborowski
- Bronisław Syzdek (1922–2001)
- Eleonora Syzdek (1933–2024)
- Zbigniew Szczygielski (1928–1998)
- Szymon Szechter (1920–1983)
- Franciszka Świetlikowa (1912–1972)
- Jerzy Targalski (1929–1977)
- Jan Tomicki (1932–1988)
- Wiesława Toporowicz (1928–1989)
- Romana Toruńczyk (1915–2000)
- Maria Turlejska (1918–2004)
- Feliks Tych (1929–2015)
- Aleksandra Tymieniecka (1930–2023)
- Maria Watle (1903–1988)[13]
- Władysław Ważniewski (1930–2021)
- Maria Wilusz (1925–1981)
- Stanisław Wroński (1916–2003)
- Szymon Zachariasz (1900–1970)
- Feliksa Zelcer (1900–1987)
- Anna Żarnowska (1931–2007)

## Siedziba
Mieściła się przy ul. Górnośląskiej 18 (1964-1965). 